# Intent de cop d'estat a Guinea Equatorial de 1976
L'intent de cop d'estat de Guinea Equatorial de novembre de 1976 va ser un suposat pla per enderrocar a Francisco Macías Nguema en Guinea Equatorial, en el qual van ser involucrats un gran nombre de religiosos de l'Església catòlica al país, així com opositors polítics.

## Desenvolupament

### Antecedents
L'agost de 1973 el país havia aprovat una nova Constitució. Uns mesos abans, al gener, s'havia produït un intent de cop, avortat per Espanya, a conseqüència del qual les tropes van ser aquarterades i posades en estat d'alerta.
Al juny de 1974, Radio Malabo i Radio Ecuatorial Bata van anunciar la notícia d'un complot preparat des de Bata amb ajuda material i financera de l'exterior, sent el principal responsable del suposat complot Estanislao Ngune Beohli i un grup anomenat Croada d'Alliberament de Guinea Equatorial per Crist.
A principis del mes de juny de 1976 una guerrilla de l'Aliança Nacional per a la Restauració Democràtica (ANRD) va atacar un lloc militar en la localitat de Evinayong, en la província Centre Sud.

### Detencions
Després de l'anunci per part del govern del seu descobriment de l'existència d'una suposada conspiració per dur a terme un cop d'estat, en un primer moment es va produir una onada de detencions a la capital Malabo presumptament vinculades a l'intento colpista, inclosos:
- Ponciano Mbomio Nvó, natural d'Aton Nsomo, districte d'Ebebiyín, província Kié-Ntem, llavors alt funcionari del ministeri d'Educació 28 de novembre de 1976. També el Secretari general del ministeri d'Educació, Job Obiang Mba.[5]
- El 29 de novembre de 1976: el sacerdot José Esono Mitogo (director de l'institut de secundària de Malabo),[5] el professor Jonás Leopoldo Mitui, l'oficial de la policia Pablo Guillermo Nseng, el membre del Govern Manuel Nsi Mba, l'ex-Vicepresident de la República Miguel Eyegue Ntutumu, el secretari general del ministeri de Sanitat Faustino Edu Oyono, Guillermo Akapo Day, Maurici Oko Endje, un altre funcionari del ministeri d'Educació José Abeso Prenc. Una setmana després a José Demà Esono.
- 3 de desembre de 1976: Jesús Alfonso Oyono Alogo, actiu polític preindependendista de MONALIGE i ministre d'Obres Públiques;[5] Buenaventura Ochaga Ngono, ministre d'Educació i secretari general permanent del governant Partit Únic Nacional dels Treballadors (PUNT),[5] i Norberto Nsue Micha, secretari d'Obres Públiques.[5]

Informat el President, ja resident a la segona capital de país, Bata, la decisió del president va ser que el llavors Secretari de Defensa i màxim responsable de la Seguretat designés els membres del Consell de Guerra o Tribunal Militar encarregat de jutjar als implicats, a celebrar-se els judicis en cadascun dels districtes dels processaments, la qual cosa finalment no es va dur a terme. Ja en aquests dies i en setmanes següents es va produir l'assassinat de nombrosos detinguts, sota la custòdia de l'exèrcit i concretament de l'alcaid de la presó de Black Beach, el sergent Salvador Ondo Elá:
- El dia 4 de desembre de 1976, assassinaren unes de les màximes figures polítiques del govern i persones de confiança del president Macias, Jesús Alfonso Oyono Alogo i Buenaventura Ochaga.
- Entre el dia 11 de desembre i el 14 de desembre de 1976 són assassinats José Esono Mitogo, Pablo Guillermo Nseng i Manuel Nsi Mba.

Mai van ser descoberts els seus cadàvers; la resta dels detinguts no assassinats van ser durament torturats. Aquests assassinats van ser denunciats per l'Aliança Nacional per a la Restauració Democràtica (ANRD), organització d'oposició al règim de Francisco Macías.
No obstant això es van produir amb posterioritat altres casos: el gener de 1977 Maurici Oko Endje va perdre la vida a l'aeroport de Malabo durant la seva detenció i Rafael Mambo Matala va morir a l'Hospital Regional de Malabo a conseqüència de la pallissa rebuda en la mateixa nit. El juliol del 1977 va ser afusellat Jesús Ndong Buendi, ex-governador del Banc Central de Guinea Equatorial, acusat d'intent d'evasió de divises. Àdhuc en dates més tardanes, el 18 de gener de 1978, és assassinat a la presó el ministre Job Obiang Mba, del que tampoc es va poder trobar el seu cadàver.
En total, producte de l'intent de cop van ser assassinades més de 500 persones. A la Presó Playa Negra, els detinguts van ser assassinats pels mateixos presos de la presó. Molts dels detinguts, a causa de la seva importància dins del govern, confiaven que Macías els alliberaria quan s'assabentés de la seva detenció.
Segons algunes fonts periodístiques i confessions de víctimes a les xarxes socials, en la repressió del suposat cop i la desaparició física d'aquests eminents membres i dirigents de l'Administració governamental, hauria jugat el paper clau l'en aquells dies Comandant-Secretari de Defensa Teodoro Obiang. Altres fonts asseguren que Obiang, en assabentar-se de la magnitud de la matança, va exigir Salvador Ondó Elá que la finalitzés i fins i tot va deixar en llibertat a alguns presos.
El cop, segons un comunicat oficial del govern de Macías, havia comptat amb la col·laboració d'Espanya. Les morts dels executats van ser oficialment justificades com a suïcidis, mentre que es va indicar que els supervivents serien sotmesos a un judici públic.

### Supervivents
En la mitjanit del dia 2 d'agost de 1979, Teodoro Obiang apareix a la Presó Pública de Black Beach, acompanyat de fins llavors reclús i ara com a Ajudant de Camp, el capità Salvador Elá Nseng, company d'armes d'Obiang. S'anuncia que s'ha pres la decisió de donar un cop d'estat per salvar al poble de Guinea Equatorial de l'opressió que sofreix. Se sumen a la gesta tots els militars detinguts i prenen avió en la mateixa nit per traslladar-se a la Regió Continental, on fixava ja residència el president Macias, des de 1975. El dia 4 d'agost tots els detinguts que queden amb vida són alliberats de la presó, inclosos els delinqüents comuns.
Curiosament un supervivent de la massacre de 1976, com Miguel Eyegue Ntutumu, va ser executat al costat de l'expresident Macías el 29 de setembre de 1979, després del judici al fet que van ser sotmesos per les responsabilitats criminals i polítiques en el període polític anterior (1969-1979). No obstant això, trobat culpable de múltiples assassinats, el carceller Salvador Ondo, condemnat a pena capital en el mateix judici, va ser absolt immediatament de la seva condemna pel ja president Teodoro Obiang.